# Yomiuri Land
Yomiuri Land (よみうりランド en japonais) est un parc d'attractions situé près de Tōkyō, au Japon et ouvert depuis 1964. Il est dirigé par le Yomiuri Group, une filiale de Yomiuri Shimbun.

## Attractions

### Montagnes russes
| Nom de l'attraction    | Type                      | Constructeur          | Année d'ouverture |
| ---------------------- | ------------------------- | --------------------- | ----------------- |
| Bandit                 | Montagnes russes en métal | Togo                  | 1988              |
| Space Factory          | Suspendu                  | Gerstlauer            | 2021              |
| Spin Runway            | Debout                    | Gerstlauer            | 2016              |
| Wan Wan Coaster Wandit | Junior                    | Hoei Sangyo Co., Ltd. | 2005              |

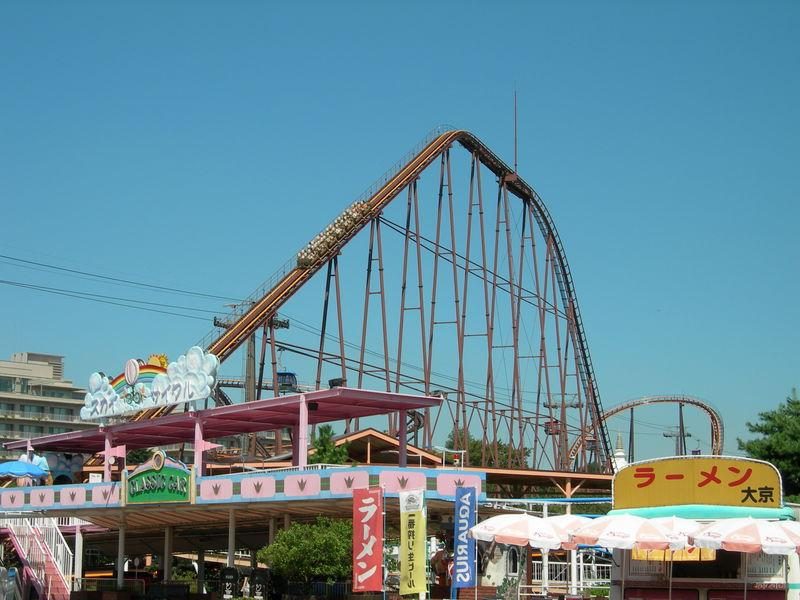
Bandit
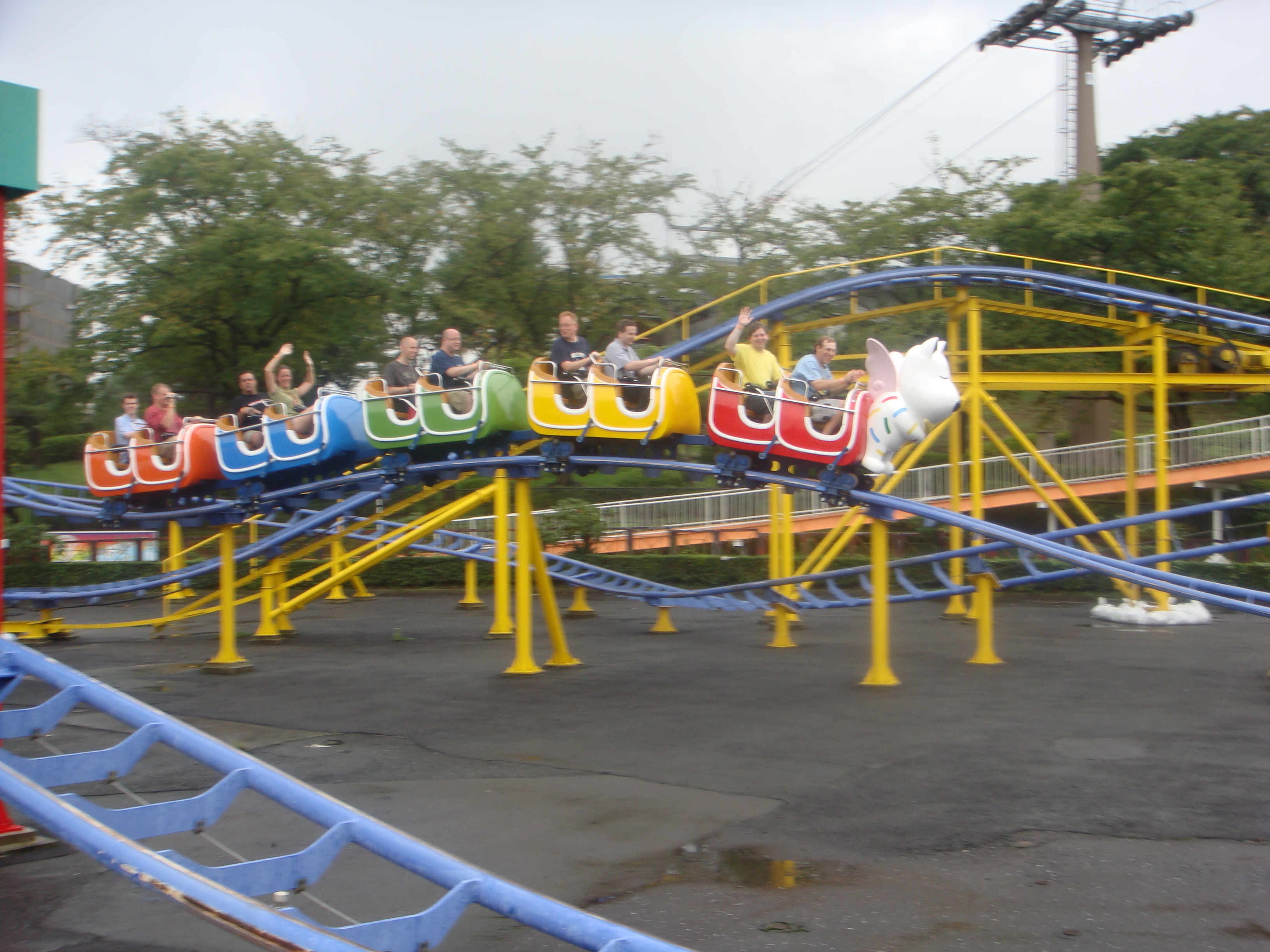
Wan Wan Coaster Wandit

### Autres attractions
- Classic Car : Parcours de tacots
- Crazy Hyuuuu, Crazy stooon : Tour de chute
- Dragon Coaster
- Ferris Wheel : Grande roue
- Flying Beetle : Manège
- Flying Robot : Enterprise
- Formula Battle : Kartings
- Formula Battle Race kids : Kartings pour enfants
- Frog Hopper : Tour de chute pour enfants
- Giant Sky River : Descente en bouées
- Gondola Sky Shuttle  : Téléphérique
- House of Terror : Walk-through
- Looping Starship : Looping Starship
- Merry-Go-Landdog  : Carrousel
- Miracle Wan Room
- Sky Cycle : Monorail à pédales
- Space Jet : Manège d'avions
- WANPAKU Train Oliver : Train
- WAKU-WAKU drive : Jump Around
- Wave Swinger : Chaises volantes